# Municipio de Vinni
El municipio de Vinni (estonio: Vinni vald) es un municipio estonio perteneciente al condado de Lääne-Viru.

## Localidades (población año 2011)
- Aasuvälja 25
- Alavere 11
- Alekvere 24
- Allika 26
- Anguse 19
- Aravuse 8
- Arukse 14
- Aruküla 49
- Aruvälja 26
- Ilistvere 3
- Inju 95
- Kaasiksaare 38
- Kadila 93
- Kakumäe 78
- Kannastiku 26
- Kantküla 55
- Karkuse 34
- Kaukvere 0
- Kehala 48
- Kellavere 13
- Koeravere 66
- Kõrma 15
- Kulina 42
- Küti 87
- Laekvere 444
- Lähtse 24
- Lavi 42
- Lepiku 36
- Luusika 0
- Mäetaguse 51
- Männikvälja 17
- Miila 46
- Mõdriku 109
- Mõedaka 52
- Moora 89
- Muuga 243
- Nõmmise 28
- Nurkse 55
- Nurmetu 32
- Obja 55
- Paasvere 155
- Padu 36
- Pajusti 658
- Palasi 31
- Piira 445
- Põlula 63
- Puka 36
- Rahkla 118
- Rajaküla 52
- Rasivere 17
- Ristiküla 35
- Roela 484
- Rohu 54
- Rünga 22
- Saara 36
- Sae 15
- Salutaguse 17
- Sirevere 29
- Soonuka 4
- Sootaguse 1
- Suigu 2
- Tammiku 31
- Tudu 302
- Uljaste 53
- Ulvi 293
- Vana-Vinni 108
- Vassivere 24
- Veadla 64
- Venevere 126
- Vetiku 144
- Vinni 927
- Viru-Jaagupi 404
- Viru-Kabala 132
- Võhu 56
- Voore 46[1]